# Thème et variations (Messiaen)
Pour les articles homonymes, voir Introduction, thème et variations.
Thème et variations est une œuvre pour violon et piano écrite par le compositeur français Olivier Messiaen en 1932.
Il s'agit d'un cadeau de mariage qu'il fait à sa femme, Claire Delbos, violoniste.
L'œuvre comporte un thème et cinq variations et la durée d'exécution est d'environ dix minutes.
- Thème. Modéré
- Première variation. Modérée
- Deuxième variation. Un peu moins modéré
- Troisième variation. Modéré, avec éclat
- Quatrième variation. Vif et passionné
- Cinquième variation. Très modéré